# Grand Moulin (Saive)
De Grand Moulin (ook: Moulin Outers) is een voormalige watermolen op de Julienne, gelegen in de tot de Belgische gemeente Blegny behorende plaats Saive, aan de Rue du Grand Moulin.
Deze bovenslagmolen fungeerde als korenmolen.
In 1279 werd voor het eerst melding gemaakt van een watermolen op deze plaats. Deze behoorde toe aan de heren die resideerden in het Oud kasteel van Saive. Niettemin is het onzeker of het een banmolen betrof. In de 15e eeuw werd de molen verpacht aan particuliere molenaars. In 1930 werd de bedrijfsvoering stopgezet. Het rad en de inrichting werden verwijderd en het molenhuis werd tot woonhuis verbouwd.
Het betreft een langgerekt komplex, waarvan de meeste bouwwerken in natuursteen zijn uitgevoerd.